# Léchelles

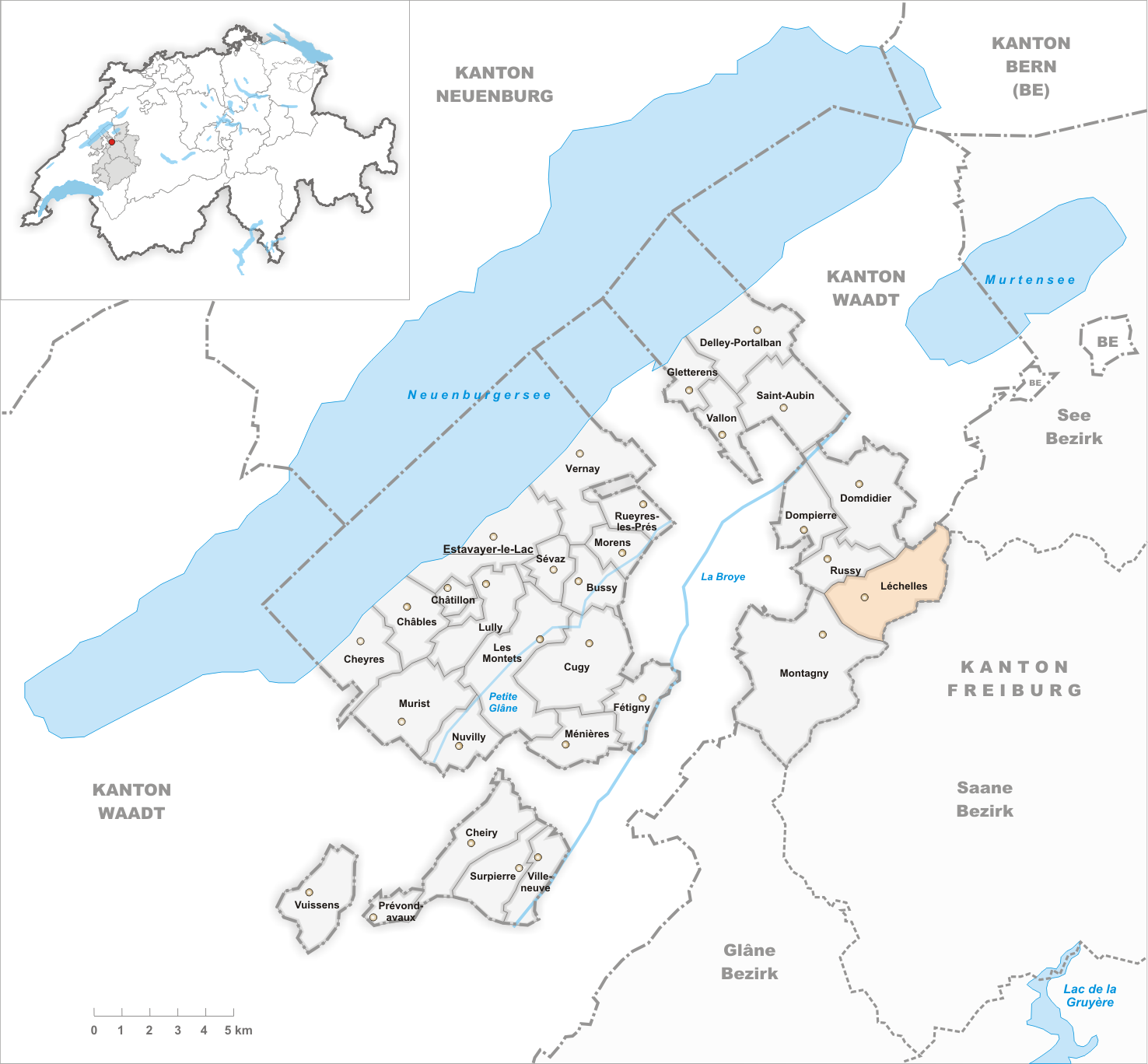
Gemeindestand vor der Fusion am 1. Januar 2016

Léchelles (Freiburger Patois Lètchilèⓘ) war bis am 31. Dezember 2015 eine politische Gemeinde im Distrikt Broye des Kantons Freiburg in der Schweiz. Am 1. Januar 2016 fusionierte sie mit den Gemeinden Domdidier, Dompierre (FR) und Russy zur neuen Gemeinde Belmont-Broye. Der frühere deutsche Name Leitern wird heute nicht mehr verwendet. Am 1. September 1994 wurde die vorher selbständige Gemeinde Chandon nach Léchelles eingemeindet.

## Geographie
Léchelles liegt auf 547 m ü. M., elf Kilometer westnordwestlich der Kantonshauptstadt Freiburg (Luftlinie). Das Dorf erstreckt sich in einer breiten Niederung am oberen Chandon, südlich des Grand Belmont, im nordwestlichen Freiburger Mittelland.
Die Fläche des 8,8 km² grossen ehemaligen Gemeindegebiets umfasst einen Abschnitt des Molassehügellandes im Freiburger Mittelland. Die ehemalige Gemeindefläche wird von Südwesten nach Nordosten vom Chandon durchflossen, der im äussersten Süden des Gebietes entspringt und eine flache Talniederung von 200 bis 400 m Breite bildet. Dieses Tal diente während eines Rückzugstadiums des Kaltzeitlichen Rhonegletschers über eine gewisse Zeit als Schmelzwasserrinne am Rand des Gletschers. Von den Hängen fliessen dem Chandon einige kleine Seitenbäche in tiefen Erosionstälern zu. Das Tal des Chandon wird im Norden von der Waldhöhe des Grand Belmont (660 m ü. M.), im Süden von derjenigen der Bandeire (mit 667 m ü. M. der höchste Punkt von Léchelles) flankiert. Nach Nordosten reicht das Gebiet bis zum Hof Malforin. Westlich der Talniederung bei Léchelles erstreckt sich der Gemeindeboden in das Einzugsgebiet des Ruisseau du Creux (Seitenbach der Arbogne) und auf den Hügel Fin de Longemalle (bis 600 m ü. M.). Von der ehemaligen Gemeindefläche entfielen 1997 6 % auf Siedlungen, 38 % auf Wald und Gehölze, 55 % auf Landwirtschaft, und etwas weniger als 1 % war unproduktives Land.
Zu Léchelles gehören das Dorf Chandon (524 m ü. M.), der Weiler Vuaty (599 m ü. M.) am Südosthang des Grand Belmont sowie einige Einzelhöfe. Nachbargemeinden von Léchelles waren Domdidier, Russy, Montagny, Ponthaux, Grolley und Misery-Courtion im Kanton Freiburg sowie Avenches im Kanton Waadt.

## Bevölkerung
Mit 804 Einwohnern (Stand 31. Dezember 2015) gehörte Léchelles zu den kleineren Gemeinden des Kantons Freiburg. Von den Bewohnern sind 90,9 % französischsprachig, 8,2 % deutschsprachig, und 0,6 % sprechen Englisch (Stand 2000). Die Bevölkerungszahl von Léchelles belief sich 1900 auf 466 Einwohner (inklusive Chandon). Bis 1920 nahm die Bevölkerung leicht auf 511 Einwohner zu, danach erfolgte durch starke Abwanderung ein Rückgang um mehr als 25 % auf 382 Personen im Jahr 1980. Erst seither wurde wieder ein deutliches Bevölkerungswachstum verzeichnet.
Einwohnerzahlen: Volkszählungsdaten     Zahlen ab 2000 inkl. Chandon (Eingemeindung 1994)

## Wirtschaft
Léchelles war bis in die zweite Hälfte des 20. Jahrhunderts ein vorwiegend durch die Landwirtschaft geprägtes Dorf. Noch heute haben der Ackerbau, der Obstbau sowie die Viehzucht und die Milchwirtschaft einen wichtigen Stellenwert in der Erwerbsstruktur der Bevölkerung. Weitere Arbeitsplätze sind im lokalen Kleingewerbe und im Dienstleistungssektor vorhanden, unter anderem in Betrieben der Telekommunikation, der Baubranche und in einer mechanischen Werkstätte. Auf der Höhe östlich des Dorfes befand sich ein Tanklager, welches 2007/2008 zurückgebaut wurde. In den letzten Jahrzehnten hat sich Léchelles auch zu einer Wohngemeinde entwickelt. Viele Erwerbstätige sind deshalb Wegpendler, die hauptsächlich in den Regionen Freiburg und Payerne arbeiten.

## Verkehr
Die ehemalige Gemeinde ist verkehrsmässig recht gut erschlossen. Sie liegt an der Hauptstrasse von Payerne nach Freiburg. Am 25. August 1876 wurde die Eisenbahnlinie von Freiburg nach Payerne mit einem Bahnhof in Léchelles in Betrieb genommen.

## Geschichte

Altes Wappen von Léchelles

Die erste urkundliche Erwähnung des Ortes erfolgte 1243 unter dem Namen Leschières, 1327 erschien die Bezeichnung Leschièles. Seit dem Mittelalter war Léchelles Teil der Herrschaft Montagny. Mit dieser Herrschaft gelangte das Dorf 1478 unter die Oberhoheit von Freiburg und wurde der Vogtei Montagny zugeordnet. Nach dem Zusammenbruch des Ancien Régime (1798) gehörte Léchelles während der Helvetik und der darauf folgenden Zeit zum Bezirk Montagny, bevor es 1848 in den Bezirk Broye eingegliedert wurde. Nachdem die Bewohner von Chandon am 12. April 1994 einer Fusion zugestimmt hatten, wurde Chandon mit Wirkung auf den 1. September 1994 nach Léchelles eingemeindet. Mit dieser Fusion erhielt die neue Gesamtgemeinde auch ein neues Wappen.

## Sehenswürdigkeiten
Das Schloss Léchelles geht im Kern auf das 16. Jahrhundert zurück, wurde aber in der ersten Hälfte des 18. Jahrhunderts weitgehend neu erbaut. Es ist ein zweigeschossiger rechteckiger Bau mit beeindruckender illusionistischer Malerei an der Ostfassade.
Die heutige Pfarrkirche von Léchelles wurde 1746 an der Stelle eines Vorgängerbaus aus dem 17. Jahrhundert errichtet. Die Pfarrei hatte ihren Sitz lange Zeit in Chandon, bevor sie 1859 nach Léchelles verlegt wurde.